# Генри Трэверс
Генри Трэверс (англ. Henry Travers, при рождении Трэверс Джон Хагерти (Travers John Heagerty); 5 марта 1874 — 18 октября 1965) — британский актёр.

## Биография
Родился в графстве Нортамберленд на севере Англии в семье доктора. Прежде чем стать актёром он учился на архитектора в городе Бервик. Его актёрская карьера стартовала в 1894 году, и с самого её начала он часто играл персонажей намного старше себя. В 1901 году Трэверс дебютировал на Бродвее, но затем вернулся в Англию, где за последующее десятилетие создал себе успешную театральную карьеру.
В 1917 году он вновь уехал в США, где продолжил успешные выступления на Бродвее, а в 1933 году дебютировал на большом экране в мелодраме «Воссоединение в Вене». В том же году он сыграл отца Глории Стюарт в классическом фильме ужасов «Человек-невидимка». В последующие годы его главным амплуа на большом экране были слегка неуклюжие, но доброжелательные и милые старики в таких фильмах как «Победить темноту» (1939), «Высокая Сьерра» (1941), «С огоньком» (1941), «Тень сомнения» (1943) и «Миссис Минивер» (1942), за роль мистера Балларда в котором актёр был номинирован на премию «Оскар».
Однако самой известной его ролью стал добрый ангел-хранитель Кларенс Одбоди в классической ленте Фрэнка Капры «Эта прекрасная жизнь» (1946), который спасает героя Джеймса Стюарта от самоубийства и показывает ему, как прекрасна жизнь на самом деле. Хотя после выхода на большие экраны эта лента провалилась в прокате, позже она стала главным фильмом Рождества в США, и каждый год (начиная с 1970-х) показывается по ведущим телеканалам страны в канун праздника.
Первой супругой актёра была актриса Эми Форрест-Родос (1881—1954), брак с которой продлился до её смерти в 1954 году. Вскоре он вступил во второй брак с медсестрой Энн Дж. Мерфи (1899—1983). Последние годы он с супругой провёл в Калифорнии, где скончался от атеросклероза в 1965 году в возрасте 91 года. Похоронен на кладбище Форест-Лаун в Глендейле.

## Избранная фильмография
| Год  |   | Русское название                  | Оригинальное название          | Роль                |
| ---- | - | --------------------------------- | ------------------------------ | ------------------- |
| 1933 | ф | Воссоединение в Вене              | Reunion in Vienna              | отец Круг           |
| 1933 | ф | Человек-невидимка                 | The Invisible Man              | доктор Крэнли       |
| 1935 | ф | После работы                      | After Office Hours             | Кэп                 |
| 1938 | ф | Сёстры                            | The Sisters                    | Нед Эллиотт         |
| 1939 | ф | Додж-сити                         | Dodge City                     | доктор Ирвинг       |
| 1939 | ф | Преступление тебе с рук не сойдёт | You Can't Get Away with Murder | Поп                 |
| 1939 | ф | Победить темноту                  | Dark Victory                   | доктор Парсонс      |
| 1939 | ф | Пришли дожди                      | The Rains Came                 | Еомер Смайли        |
| 1940 | ф | Путь наслаждений                  | Primrose Path                  | Грэмп               |
| 1940 | ф | Эдисон                            | Edison, the Man                | Бен Элс             |
| 1941 | ф | Высокая Сьерра                    | High Sierra                    | Па                  |
| 1941 | ф | С огоньком                        | Ball of Fire                   | профессор Джером    |
| 1942 | ф | Случайная жатва                   | Random Harvest                 | доктор Симс         |
| 1942 | ф | Миссис Минивер                    | Mrs. Miniver                   | Джеймс Боллард      |
| 1943 | ф | Тень сомнения                     | Shadow of a Doubt              | Джозеф Ньютон       |
| 1943 | ф | Луна зашла                        | The Moon Is Down               | майор Ордэн         |
| 1943 | ф | Мадам Кюри                        | Madame Curie                   | Евгений Кюри        |
| 1944 | ф | Никто не избежит                  | None Shall Escape              | падре Варецки       |
| 1944 | ф | Потомство дракона                 | Dragon Seed                    | троюродный брат     |
| 1945 | ф | Медовый месяц втроём              | Thrill of a Romance            | Хобарт Гленн        |
| 1945 | ф | Шальные девяностые                | The Naughty Nineties           | капитан Сэм Джэксон |
| 1945 | ф | Колокола Святой Марии             | The Bells of Saint Marys       | Хорас Богард        |
| 1946 | ф | Оленёнок                          | The Yearling                   | мистер Бойлз        |
| 1946 | ф | Эта замечательная жизнь           | It’s a Wonderful Life          | Кларенс Одбоди      |
| 1947 | ф | Пламя                             | The Flame                      | доктор Митчелл      |
| 1948 | ф | Помимо славы                      | Beyond Glory                   | Поп Дьюинг          |
| 1949 | ф | Девушка из Джоунс Бич             | The Girl from Jones Beach      | судья Булфинч       |